# 대한민국 형사소송법 제177조
대한민국 형사소송법 제177조는 준용규정에 대한 형사소송법의 조문이다.

## 조문
제177조(준용규정)전장의 규정은 구인에 관한 규정을 제한 외에는 감정에 관하여 준용한다.

第177條(準用規定)前章의 規定은 拘引에 關한 規定을 除한 外에는 鑑定에 關하여 準用한다.

## 참고 문헌
- 손동권 신이철, 새로운 형사소송법(초판, 2013), 세창, 2013. ISBN 9788984114081